# Netinera
Netinera Deutschland GmbH, ex Arriva Deutschland GmbH, est une entreprise de transports en commun, opérateur ferroviaire et d'autobus en Allemagne. Depuis 2011, c'est une filiale du groupe public italien Ferrovie dello Stato Italiane S.p.A..

## Histoire
Le groupe de transport britannique Arriva Ltd crée, en 2003, une filiale Arriva Deutschland GmbH à Hambourg qui est rachetée par la compagnie allemande Ligne de la vallée de la Regen (de) AG – Die Länderbahn en 2004. Son siège social est alors transféré à Viechtach. 
En 2010, la société Regentalbahn AG – Die Länderbahn est rachetée par la compagnie ferroviaire nationale allemande Deutsche Bahn. Pour valider l'opération, la Commission européenne impose la cession de sa filiale Arriva Deutschland GmbH afin de garantir la concurrence sur le marché allemand. Deux prétendants ont déposé une offre de rachat, la compagnie publique italienne Ferrovie dello Stato Italiane et la compagnie privée française Veolia Transport.
Le 25 février 2011, le nouveau propriétaire, les chemins de fer italiens Ferrovie dello Stato S.p.A. - FS associé au fonds d'investissement franco-luxembourgeois Cube Infrastructure, renomme la société Netinera Deutschland GmbH. Fin novembre 2020, les chemins de fer italiens Ferrovie dello Stato S.p.A. - FS reprennent les 41% appartenant Cube Infrastructure.

## Le groupe Netinera
Le groupe Netinera, intégré dans FS, comporte trois secteurs d'activité :
- le transport local et régional en concession, rail et autobus. Netinera exploite les liaisons ferroviaires locales des lands de Bavière, Berlin, Brandebourg, Brême, Hambourg, Hesse, Basse-Saxe, Mecklembourg-Poméranie occidentale, Rhénanie-Palatinat, Sarre, Saxe et Thuringe.

- les lignes ferroviaires nationales et transnationales, Netinera assure le transport transfrontalier de passagers : la Regentalbahn va en République tchèque, en coopération avec ČD, la Berchtesgadener Landbahn en Autriche en coopération avec ÖBB et Vlexx exploite la ligne Pfälzische Maximiliansbahn qui va jusqu'en France. En 2014, les filiales ont réalisé 49 millions de trains-kilomètres et 33 millions de kilomètres-bus avec 346 trains et 682 autobus, et emploie 3.777 salariés[1].

- le transport par autobus. Les autobus Netinera assurent les liaisons urbaines et régionales en Bavière, Brandebourg, Hesse, Mecklembourg-Poméranie occidentale, Basse-Saxe et Rhénanie-du-Nord-Westphalie.

- le fret ferroviaire local et longue distance. Netinera dispose d'une filiale, le groupe OHE (en) - Osthannoversche Eisenbahn AG qui comporte six filiales qui gèrent plus de 300 kilomètres de lignes privées en Allemagne et ont transporté plus de 1,6 million de tonnes de marchandises en 2016. Le groupe Ferrovie dello Stato Italiane dispose également d'une autre filiale logistique pour le fret ferroviaire, TX Logistik.

### Les liaisons ferroviaires
En 2004, Arriva rachète Prignitzer Eisenbahn (ab 1996) (de), qui exploite plusieurs lignes ferroviaires dans l'est de l'Allemagne autour de Berlin, Brandebourg, Mecklembourg, Rhénanie-du-Nord-Westphalie et Poméranie. 
En 2004, elle rachète également Ligne de la vallée de la Regen (de) AG, aussi appelée Länderbahn, et sa filiale Vogtlandbahn (en), qui exploite des services ferroviaires régionaux dans le sud de la Saxe, en Bavière et Thuringe, ainsi qu'une grande ligne longue distance vers Berlin. 
En avril 2007, Arriva rachète 86% de Osthannoversche Eisenbahnen AG (en) - OHE actionnaire majoritaire de Metronom Eisenbahngesellschaft (en) qui exploite les lignes régionales de trains Hambourg-Brême, Hambourg-Hanovre, Hambourg-Cuxhaven et de Hanovre à Göttingen.
OHE est le principal actionnaire (30,86%) de Metronom Eisenbahngesellschaft (en), compagnie ferroviaire privée qui opère dans le nord de l'Allemagne, transportant plus de 120.000 voyageurs quotidiennement à travers les lands de Basse-Saxe, Hambourg et Brême avec des trains traditionnels et des rames automotrices pouvant atteindre 160 km/h.

### Les liaisons par autobus
Le groupe Netinera comprend plusieurs filiales de transport routier :
- le groupe Osthannoversche Eisenbahnen AG - OHE (en) et ses filiales :
  - CeBus Gmbh, avec 210 salariés, assure les liaisons urbaines et suburbaines dans la ville de Celle,
  - KVG Stade Gmbh, avec 810 salariés, assure les services d'autobus réguliers des villes de Buxtehude, Cuxhaven, Lüneburg, Stade et Winsen (Luhe) ainsi que dans les districts de Cuxhaven, Harburg, Heidekreis, Lüneburg, Lüchow-Dannenberg, Rotenburg (Wümme) et Stade ainsi que les lignes interurbaines, scolaires et professionnelles des lands de Cuxhaven, Harburg, Heidekreis, Lüneburg, Lüchow-Dannenberg, Rotenburg (Wümme) et Stade. L'activité comprend également les autobus de substitution ferroviaire et les autocars pour excursions touristiques.
  - Müller Busreisen Gmbh, service d'autobus réguliers dans la région de Dresde et dans le district de la Suisse saxonne-Monts Métallifères de l'Est,
  - Verkehrsbetrieb Osthannover GmbH (VOG)
  - Verkehrsbetriebe Bachstein Gmbh, Services de bus réguliers dans la ville de Wolfsburg et dans les districts de Bayreuth, Gifhorn, Hof, Helmstedt, Kulmbach, Saale-Orla-Kreis, Tirschenreuth, Vogtlandkreis, Wolfenbüttel et Wunsiedel dans le Fichtelgebirge,
- Autobus Sippel (de) opère en tant que compagnie de bus dans le trafic urbain de Mayence, Wiesbadenet et Francfort-sur-le-Main, excursions touristiques et les liaisons aéroportuaires pour l'aéroport de Francfort-sur-le-Main,
- Verkehrsbetriebe Bils (de), la plus importante entreprise de transport local en Rhénanie-du-Nord-Westphalie.

## Parc matériel roulant Netinera
Selon un état datant de 2016, Netinera dispose de 230 locomotives et 1.500 autobus. Le groupe compte 3.540 salariés et transporte 29 millions de trains et 55 millions d'autobus par kilomètre. 